# Zsigmondyspitze
Die Zsigmondyspitze ist ein 3089 m ü. A. hoher Berg in den Zillertaler Alpen im österreichischen Bundesland Tirol. Sie gilt als der bekannteste Kletterberg der Zillertaler Alpen.
Seinen Namen erhielt der vormals Feldkopf genannte Berg im Jahr 1885 zu Ehren des Bergsteigers Emil Zsigmondy, der an der Meije in den französischen Dauphiné-Alpen tödlich verunglückte. Die Brüder Emil und Otto Zsigmondy waren 1879 die Erstbesteiger des Berges, der laut Literatur lange als „unbezwingbar“ galt. Ihr Weg führte durch eine Rinne in der Westwand, der heute allerdings wegen hoher Steinschlaggefahr kaum mehr begangen wird. Bei Alpinkletterern sind heute besonders die Routen über den Normalweg, oder die Süd- bis Westanstiege beliebt, sowie die Feldkopfkante und der Ostnordostgrat.

## Lage und Umgebung

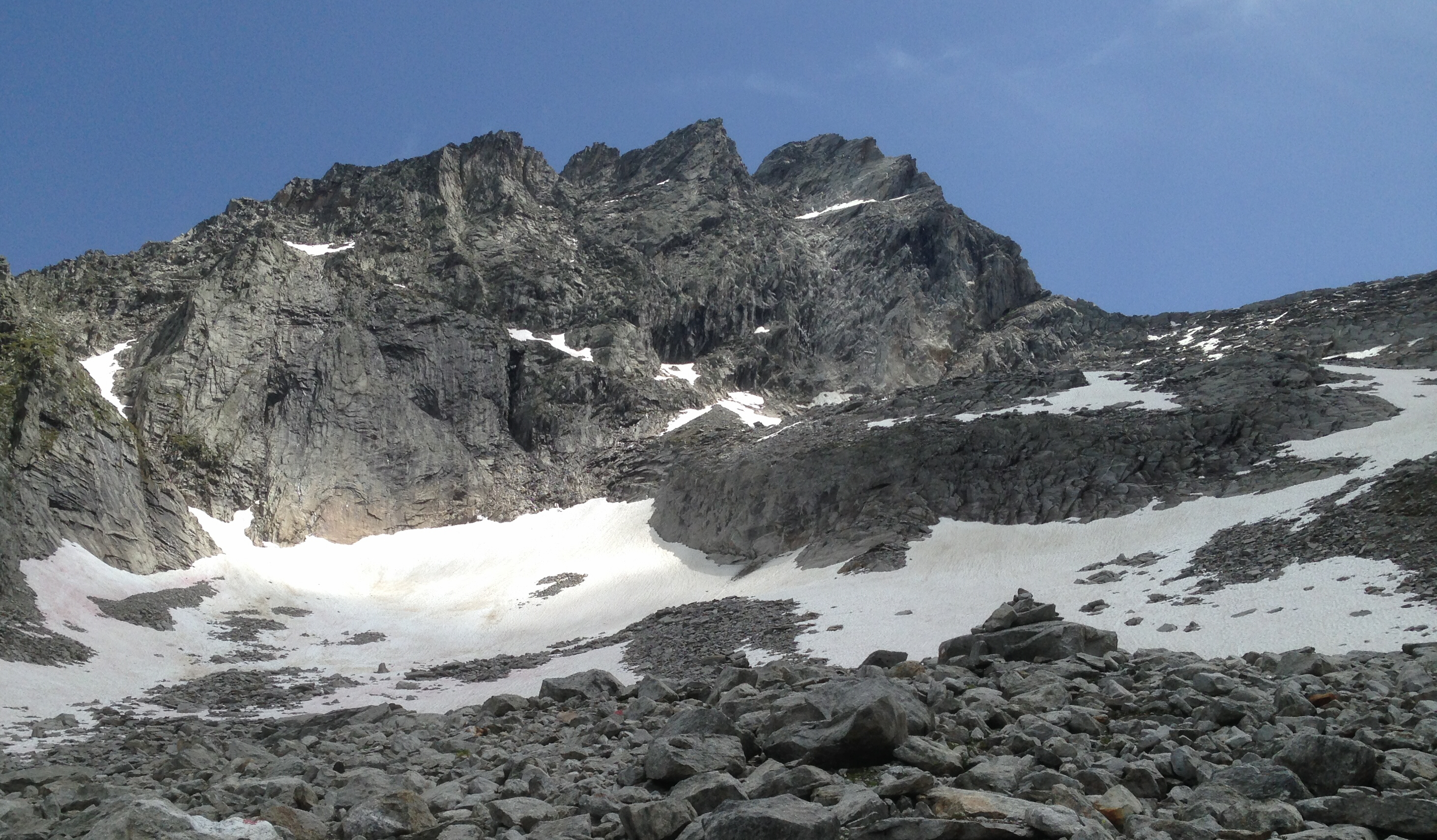
Zsigmondyspitze von Nordwesten mit Melkerkees

Die Zsigmondyspitze liegt etwa sechs Kilometer Luftlinie südsüdöstlich des Mayrhofener Ortsteils Ginzling. Der Berg besitzt durch das hornartige Erscheinungsbild und seine steil abfallenden Nordostwände, bis 650 Höhenmeter hinab zum Floitengrund, eine große geografische Dominanz. Benachbarte Gipfel sind im Südosten, getrennt durch die Feldscharte, der gezackte Felskamm der Rossköpfe mit Höhen bis 3028 Meter. Südwestlich unterhalb liegt der Schwarzsee und, getrennt durch die Melkerscharte, der 2899 Meter hohe Plattenkopf. Nach Norden, im Verlauf des etwa einen Kilometer langen Nordwestgrats liegt, getrennt durch die Sammerscharte (2.690 m), die 2699 Meter hohe Tiefenkarspitze.

## Stützpunkte und leichteste Route

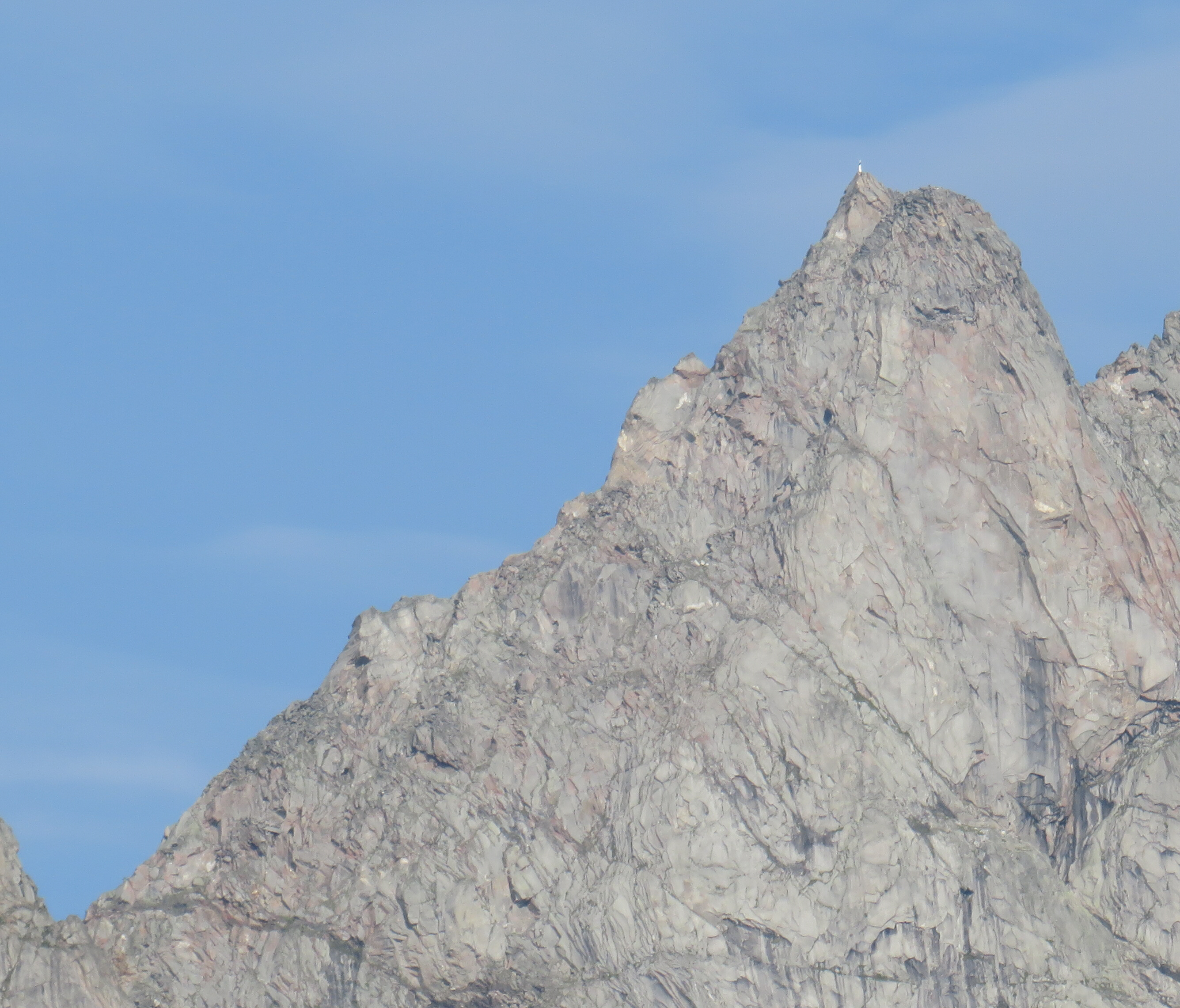
Gipfelaufbau der Zsigmondyspitze von Südosten

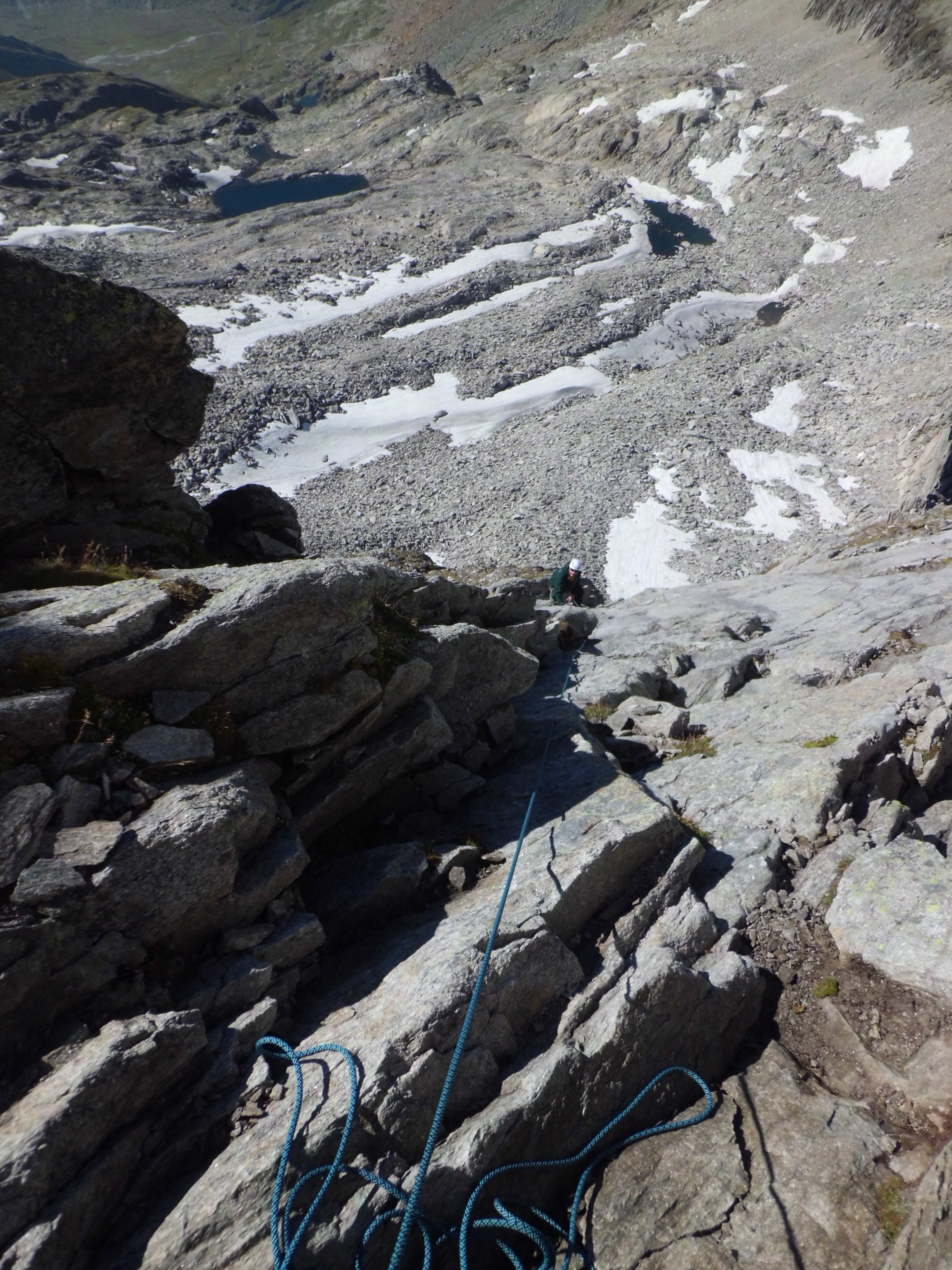
Klettern in der Südostwand (Variante) der Zsigmondyspitze

Als Ausgangspunkt für eine Begehung der Zsigmondyspitze von Süden aus, auf dem heutigen Normalweg, dem leichtesten Anstieg dient die Berliner Hütte auf 2042 Metern Höhe. Von der Hütte aus führt der Weg zunächst nordöstlich in Richtung Schwarzsee (2472 m), Melkerscharte, dann nordöstlich über ein bis 30° geneigtes Schneefeld hinauf zur 2909 Meter hoch gelegenen Feldscharte. Dann geht es weiter über den Südostgrat der Zsigmondyspitze, durch die Südostwand (doppelte Querung), wieder auf den Grat zurück und über den sogenannten Floitentritt durch Rinnen zum Gipfel. Die Schwierigkeit dieser leichtesten Route liegt laut Literatur im UIAA Grad III. Die Gehzeit beträgt von der Berliner Hütte aus, laut Literatur, etwa 3½ Stunden. Eine Variante dieser Route ist die Durchsteigung der Südostwand anstatt der Querungen, was die Schwierigkeit nur geringfügig auf UIAA Grad III- erhöht. Für einen Aufstieg zur Feldscharte aus dem Floitengrund über das Sonntagsfeld dient das Wirtshaus Steinbock (1380 m), südöstlich oberhalb von Ginzling, als Stützpunkt. Die Besteigung über diese Route dauert erheblicher länger, je nach Verhältnissen 5–6 Stunden.

## Besteigungsgeschichte

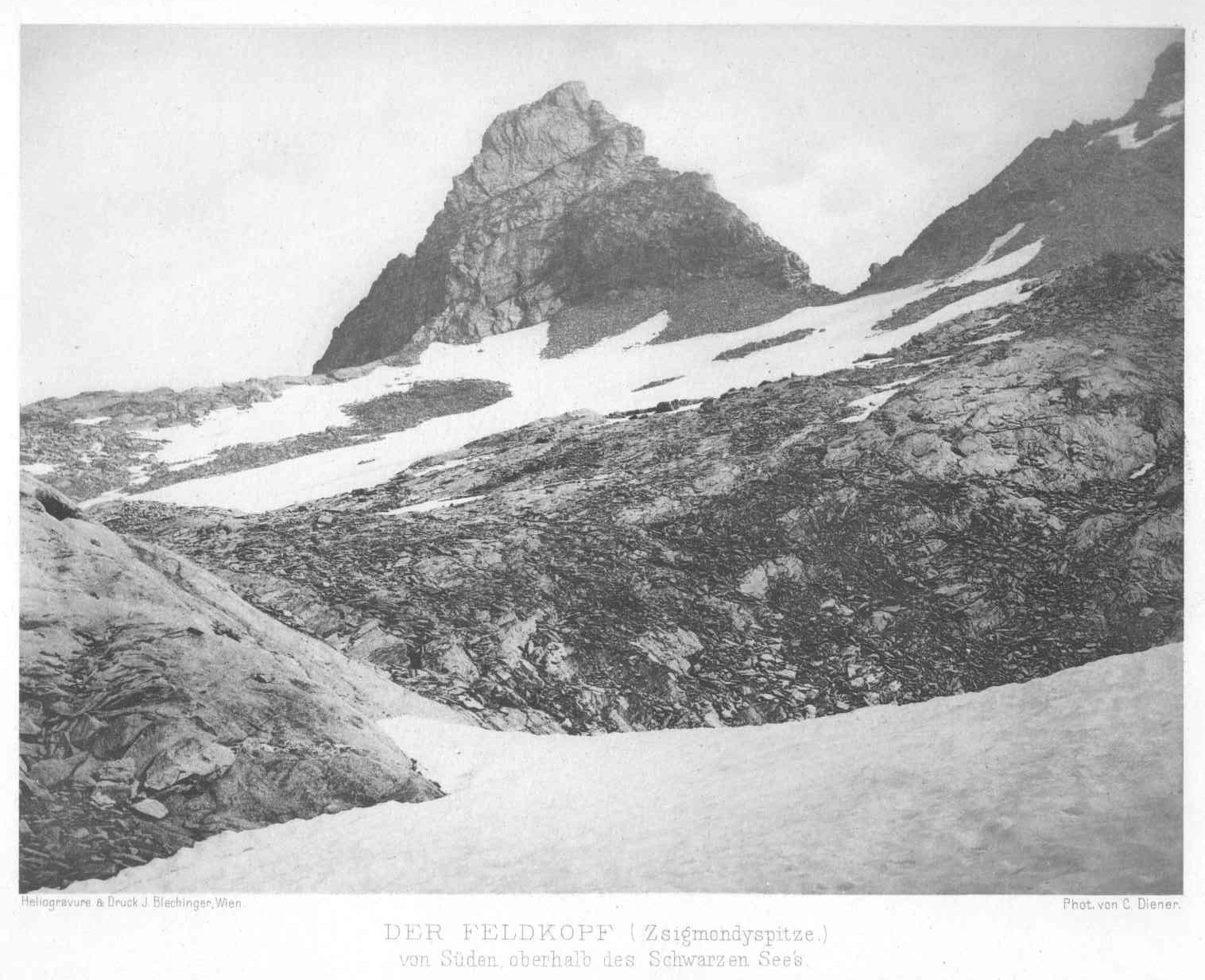
Historisches Foto der Zsigmondyspitze

Die Erstbesteigung des Berges durch die Zsigmondy-Brüder erfolgte am 24. Juli 1879 über die Westwand. Ausgangspunkt war das Jagdhaus Maxhütte in der Gunggl von wo aus sie um 4 Uhr morgens aufbrachen und gegen 8 Uhr waren sie am Talschluss. Von dort dauerte die Erkletterung des Berges weitere 9¾ Stunden. Beim Abstieg waren sie zu einem Biwak im Fels gezwungen.
1882 erschlossen A. Katzer und Stefan Kirchler den heutigen Normalweg von der Berliner Hütte aus.
Die erstmalige Besteigung aus der Floite gelang Hans Fiechtl und Hans Hotter im Jahre 1910.